# Aechmeta
Aechmeta är ett släkte av steklar. Aechmeta ingår i familjen brokparasitsteklar.
Kladogram enligt Catalogue of Life:
| Aechmeta | \| \| Aechmeta indotata \| \| \| \| \| \| Aechmeta primosa \| \| \| \| |
|          | \| \| Aechmeta indotata \| \| \| \| \| \| Aechmeta primosa \| \| \| \| |
|          | Aechmeta indotata                                                      |
|          |                                                                        |
|          | Aechmeta primosa                                                       |
|          |                                                                        |